# Bidestroff
 Bidestroff  es una población y comuna francesa, en la región de Lorena, departamento de Mosela, en el distrito de Château-Salins y cantón de Dieuze. Sede de un señorío en el condado de Marimont en la provincia de Lorena.

## Demografía
| 149 | 146 | 110 | 104 | 128 | 145 |
| Para los censos de 1962 a 1999 la población legal corresponde a la población sin duplicidades (Fuente: INSEE [Consultar]) |     |     |     |     |     |